# 1871년 프랑스 총선
1871년 프랑스 총선은 프랑스-프로이센 전쟁으로 프랑스 제2제정이 붕괴하고 프랑스 제3공화국이 성립되면서 치러진 선거로, 전쟁 중인 2월 8일과 휴전 후인 7월 2일에 치러졌다

## 선거 결과
정당별 의석수
| 정당       | 의석수 |
| ---------- | ------ |
| 7월왕정파  | 223    |
| 정통왕정파 | 185    |
| 중도공화파 | 150    |
| 자유파     | 98     |
| 급진공화파 | 73     |
| 제정파     | 23     |
| 합계       | 789    |